# Кубок СРСР з футболу 1937
Кубок СРСР з футболу 1937 — 2-й розіграш кубкового футбольного турніру в СРСР, який відбувся в травні-липні 1937 року. Участь брали 126 команд — 49 команд майстрів та 77 команд колективів фізкультури. Володарем Кубка став московське «Динамо».

## 1/64 фіналу
Матчі відбулись 23 — 26 травня 1937 року.
| Команда 1                                | Рахунок  | Команда 2                            |
| ---------------------------------------- | -------- | ------------------------------------ |
| Будівельник (Кривий Ріг)                 | [ 1 ]    | Червона троянда (Москва)             |
| Спартак (Київ)                           | 7 – 3    | Моноліт (Орєхово-Зуєво)              |
| Локомотив (Вологда)                      | 1 – 10   | ЦДКА (Москва)                        |
| Золотопрофспілка (Чита)                  | 3 – 2 дч | Будівельник (Комсомольськ-на-Амурі)  |
| Зеніт (Таганрог)                         | 1 – 9    | Динамо (Тбілісі)                     |
| Зеніт (Куйбишев)                         | 2 – 0    | Спартак (Казань)                     |
| Трактор (Сталінград)                     | 9 – 1    | Динамо (Саратов)                     |
| Трактор (Харків)                         | 1 – 0    | Буревісник (Москва)                  |
| Трактор (Челябінськ)                     | 2 – 3 дч | Динамо (Омськ)                       |
| Торпедо (Іжевськ)                        | 2 – 1    | Спартак (Горький)                    |
| Темп (Чебоксари)                         | 1 – 9    | Динамо-2 (Москва)                    |
| Суднобудівник (Сормово)                  | 0 – 3    | Спартак (Москва)                     |
| Суднобудівник (Севастополь)              | 0 – 1    | Здоров'я (Харків)                    |
| Суднобудівник (Миколаїв)                 | 0 – 4    | Локомотив (Москва)                   |
| Будівельник (Єреван)                     | 1 – 5    | Темп (Баку)                          |
| Завод ім. Сталіна (Ленінград)            | 2 – 5    | Сталінець (Харків)                   |
| Завод ім. Сталіна (Краматорськ)          | 1 – 6    | Спартак (Дніпропетровськ)            |
| Завод ім. Петровського (Дніпропетровськ) | 0 – 1    | Правда (Москва)                      |
| Сталь (Дніпропетровськ)                  | 0 – 2    | Енергія (Москва)                     |
| Спартак (Саратов)                        | 3 – 5 дч | Спартак (Куйбишев)                   |
| Спартак (Новосибірськ)                   | 2 – 0    | Металург (Кузнецьк-Сталінськ)        |
| Снайпер (Кіров)                          | 2 – 0    | Зеніт (Іжевськ)                      |
| Сільмаш (Харків)                         | 1 – 0 дч | Локомотив-2 (Москва)                 |
| Завод ім. Орджонікідзе (Ленінград)       | 3 – 1    | Дзержинець (Коломна)                 |
| Нафтовик (Баку)                          | 1 – 0    | Динамо (Єреван)                      |
| Металург (Сталінград)                    | 2 – 3 дч | Торпедо (Москва)                     |
| Металург (Магнітогорськ)                 | 3 – 1    | Динамо (Челябінськ)                  |
| Локомотив (Ясинувата)                    | 0 – 6    | Динамо (Дніпропетровськ)             |
| Локомотив (Ярославль)                    | 1 – 5    | Червоний прапор (Єгорьєвськ)         |
| Локомотив (Тбілісі)                      | 4 – 1    | Динамо (Баку)                        |
| Локомотив (Слов'янськ-на-Кубані)         | 0 – 6    | Динамо (Ростов-на-Дону)              |
| Локомотив (Серпухов)                     | 2 – 1    | Крила Рад (Запоріжжя)                |
| Локомотив (Харків)                       | 2 – 1    | Авангард (Ленінград)                 |
| Локомотив (Дніпропетровськ)              | 7 – 2    | КІМ (Москва)                         |
| Крила Рад (Рибінськ)                     | 1 – 9    | Спартак (Іваново)                    |
| Крила Рад (Москва)                       | 3 – 0    | Локомотив (Київ)                     |
| Червоний прапор (Ногінськ)               | 4 – 3 дч | Червоний кондитер (Москва)           |
| Індустріальний Інститут (Новочеркаськ)   | 1 – 3    | Динамо (Харків)                      |
| ДОЛІФК (Ленінград)                       | 7 – 2    | Металург (Електросталь)              |
| Завод ім. Фрунзе (Костянтинівка)         | 2 – 5    | Металург (Москва)                    |
| Динамо (Воронеж)                         | 0 – 1 дч | Спартак (Харків)                     |
| Динамо (Сталінабад)                      | 2 – 1    | Спартак (Ташкент)                    |
| Динамо (Одеса)                           | 7 – 0    | Знамя Труда (Орєхово-Зуєво)          |
| Динамо (Мінськ)                          | 1 – 4    | Динамо (Москва)                      |
| Динамо (Люберці)                         | 1 – 3    | Торпедо (Горький)                    |
| Динамо (Курськ)                          | 2 – 6 дч | Сталінець (Москва)                   |
| Динамо (Кунгур)                          | 1 – 8    | Динамо (Ленінград)                   |
| Динамо (Красноярськ)                     | 4 – 2    | Крила Рад (Іркутськ)                 |
| Динамо (Кіров)                           | 2 – 1    | Крила Рад (Горький)                  |
| Динамо (Київ)                            | 3 – 0    | БЧА (Смоленськ)                      |
| Динамо (Іваново)                         | 0 – 4    | Спартак-2 (Москва)                   |
| Динамо (Горький)                         | 5 – 1    | Сільмаш (Люберці)                    |
| Динамо (Батумі)                          | 2 – 0    | Будівельники (Баку)                  |
| БЧА (Ленінград)                          | 2 – 1    | Червоний прапор (Москва)             |
| Авангард (Воткінськ)                     | 0 – 8    | Динамо (Казань)                      |
| Сталінець (Ленінград)                    | 1 – 2    | Завод ім. Орджонікідзе (Краматорськ) |
| Дзержинець (Ворошиловград)               | 4 – 2    | Червона зоря (Ленінград)             |
| Стахановець (Сталіно)                    | 1 – 2    | Спартак (Ленінград)                  |
| Локомотив (Баку)                         | 4 – 0    | БЧА (Ашхабад)                        |
| Динамо (Іркутськ)                        | 0 – 2    | Динамо (Новосибірськ)                |
| Динамо (Болшево)                         | 2 – 1    | Буревісник (Ростов-на-Дону)          |
| Іжорський завод (Ленінград)              | 1 – 3    | Спартак (Мінськ)                     |

## 1/32 фіналу
Матчі відбулись 29 травня — 1 червня 1937 року.
| Команда 1                            | Рахунок  | Команда 2                 |
| ------------------------------------ | -------- | ------------------------- |
| Спартак (Ленінград)                  | 4 – 0    | Правда (Москва)           |
| Торпедо (Горький)                    | 5 – 0    | Зеніт (Куйбишев)          |
| Будівельник (Кривий Ріг)             | 0 – 3    | Динамо (Харків)           |
| Сталінець (Москва)                   | 2 – 1    | Спартак-2 (Москва)        |
| Сталінець (Харків)                   | 1 – 4    | Крила Рад (Москва)        |
| Спартак (Куйбишев)                   | 1 – 5    | Торпедо (Москва)          |
| Спартак (Київ)                       | [ 3 ]    | Динамо (Дніпропетровськ)  |
| Спартак (Харків)                     | 4 – 1    | БЧА (Ленінград)           |
| Спартак (Іваново)                    | 1 – 2    | Динамо (Горький)          |
| Снайпер (Кіров)                      | 0 – 8    | ДОЛІФК (Ленінград)        |
| Завод ім. Орджонікідзе (Ленінград)   | 1 – 8    | Динамо (Київ)             |
| Металург (Магнітогорськ)             | 0 – 5    | Динамо (Ленінград)        |
| Локомотив (Тбілісі)                  | 3 – 1    | Темп (Баку)               |
| Локомотив (Серпухов)                 | 1 – 5    | Динамо-2 (Москва)         |
| Локомотив (Харків)                   | 1 – 6    | Локомотив (Москва)        |
| Локомотив (Дніпропетровськ)          | 3 – 2    | Металург (Москва)         |
| Червоний прапор (Ногінськ)           | 3 – 0    | Спартак (Мінськ)          |
| Червоний прапор (Єгорьєвськ)         | 0 – 3    | Динамо (Москва)           |
| Дзержинець (Бєжиці)                  | 4 – 6 дч | Спартак (Дніпропетровськ) |
| Динамо (Ростов-на-Дону)              | 8 – 1    | Енергія (Москва)          |
| Динамо (Омськ)                       | 1 – 5    | Динамо (Казань)           |
| Динамо (Одеса)                       | 3 – 1 дч | Здоров'я (Харків)         |
| Динамо (Красноярськ)                 | 2 – 3    | Спартак (Новосибірськ)    |
| Динамо (Батумі)                      | 0 – 1    | Нафтовик (Баку)           |
| ЦДКА (Москва)                        | 5 – 0    | Торпедо (Іжевськ)         |
| Дзержинець (Ворошиловград)           | 2 – 1    | Трактор (Харків)          |
| Золотопрофспілка (Чита)              | 0 – 1    | Динамо (Новосибірськ)     |
| Спартак (Москва)                     | 3 – 2 дч | Трактор (Сталінград)      |
| Динамо (Тбілісі)                     | 4 – 1    | Спартак (Єреван)          |
| Динамо (Кіров)                       | 2 – 4    | Динамо (Болшево)          |
| Локомотив (Баку)                     | 5 – 2    | Динамо (Сталінабад)       |
| Завод ім. Орджонікідзе (Краматорськ) | 1 – 0    | Сільмаш (Харків)          |

## 1/16 фіналу
Матчі відбулись 5 — 11 червня 1937 року.
| Команда 1                 | Рахунок  | Команда 2                            |
| ------------------------- | -------- | ------------------------------------ |
| Крила Рад (Москва)        | 3 – 0    | Дзержинець (Ворошиловград)           |
| Спартак (Ленінград)       | 0 – 3    | Динамо (Одеса)                       |
| Спартак (Київ)            | 3 – 0    | Завод ім. Орджонікідзе (Краматорськ) |
| Спартак (Харків)          | 3 – 2 дч | Локомотив (Дніпропетровськ)          |
| Спартак (Дніпропетровськ) | 0 – 1    | Динамо (Ростов-на-Дону)              |
| ДОЛІФК (Ленінград)        | 2 – 1 дч | Сталінець (Москва)                   |
| Динамо (Тбілісі)          | 3 – 0    | Нафтовик (Баку)                      |
| Динамо (Москва)           | 5 – 2    | Торпедо (Горький)                    |
| Динамо (Харків)           | 0 – 2    | Локомотив (Москва)                   |
| Динамо (Горький)          | 0 – 5    | Динамо (Київ)                        |
| ЦДКА (Москва)             | 2 – 1    | Динамо-2 (Москва)                    |
| Торпедо (Москва)          | 1 – 0    | Динамо (Болшево)                     |
| Динамо (Ленінград)        | 0 – 1    | Спартак (Новосибірськ)               |
| Локомотив (Тбілісі)       | 3 – 1    | Локомотив (Баку)                     |
| Динамо (Казань)           | 6 – 0    | Динамо (Новосибірськ)                |
| Спартак (Москва)          | 5 – 0    | Червоний прапор (Ногінськ)           |

## 1/8 фіналу
Матчі відбулись 11 — 15 червня 1937 року.
| Команда 1          | Рахунок  | Команда 2               |
| ------------------ | -------- | ----------------------- |
| Динамо (Казань)    | 4 – 0    | Спартак (Новосибірськ)  |
| ЦДКА (Москва)      | 3 – 2 дч | Спартак (Москва)        |
| Динамо (Київ)      | 4 – 0    | Торпедо (Москва)        |
| Динамо (Одеса)     | 2 – 0    | Крила Рад (Москва)      |
| Локомотив (Москва) | 4 – 0    | Динамо (Ростов-на-Дону) |
| Спартак (Харків)   | 4 – 2 дч | Спартак (Київ)          |
| Динамо (Москва)    | 1 – 0 дч | ДОЛІФК (Ленінград)      |
| Динамо (Тбілісі)   | 6 – 0    | Локомотив (Тбілісі)     |

## 1/4 фіналу
Матчі відбулись 17 — 20 червня 1937 року.
| Команда 1          | Рахунок | Команда 2        |
| ------------------ | ------- | ---------------- |
| Динамо (Москва)    | 5 – 1   | Динамо (Казань)  |
| Динамо (Тбілісі)   | 2 – 1   | Динамо (Київ)    |
| ЦДКА (Москва)      | 3 – 1   | Динамо (Одеса)   |
| Локомотив (Москва) | 4 – 1   | Спартак (Харків) |

## Півфінали
Матчі відбулись 13 липня 1937 року.
| Команда 1       | Рахунок | Команда 2          |
| --------------- | ------- | ------------------ |
| ЦДКА (Москва)   | 0 – 1   | Динамо (Тбілісі)   |
| Динамо (Москва) | 4 - 1   | Локомотив (Москва) |

## Фінал
| 16 липня 1937 |

| «Динамо» М                                             | 5 – 2    | «Динамо» Тб                                      |
| ------------------------------------------------------ | -------- | ------------------------------------------------ |
| Смирнов 21' (пен.) Семичастний 22', 35', 72' Ільїн 75' | Протокол | В. Бердзенішвілі 19' М. Бердзенішвілі 60' (пен.) |

| «Динамо» (Москва) Глядачів: 47 000 Арбітр: Володимир Стрепіхєєв (Москва) |